# ラヴ・スロウ・モーション
『ラヴ・スロウ・モーション』（原題：À la légère）は、ジェーン・バーキンが1998年に発表したスタジオ・アルバム。

## 解説
バーキンのアルバムとしては初めて、セルジュ・ゲンスブール作の楽曲が全く収録されず、様々なソングライターが書き下ろした曲を取り上げた。「満月（La pleine lune）」はフランソワーズ・アルディとアラン・リュブラノが共作した曲で、アルディは後にこの曲を自身のアルバム『Clair-Obscur』（2000年）で歌唱している。
フランスのアルバム・チャートでは初登場11位となり、7週間トップ100にとどまった。
1999年6月に発売されたフランス盤再発CDは、「軽く（À la légère）」の別ヴァージョンが収録されており、また、ボーナス・トラック「Voyage au bout de la nuit」を7曲目に収録した13曲入りとなっている。

## 収録曲
1. 天国の鍵束- "Les clés du paradis" (Jacques Duvall, Alain Chamfort, J.-N. Chaleat) - 3:37
2. なだれ- "Les avalanches" (Christophe Miossec, R. Mortier) - 4:28
3. 軽く- "À la légère" (Alain Souchon, Laurent Voulzy) - 3:31
4. あなたの街からいちばん遠く- "Plus loin de ta rue" (Nilda Fernández) - 2:28
5. 乱れ- "Trouble" (D. de Martynoff, Michel Cywie) - 4:18
6. 泡- "La bulle" (P. Guirao, Art Mengo) - 2:45
7. ラヴ・スロウ・モーション- "Love Slow Motion" (MC Solaar, Zackman) - 3:45
8. もしすべて間違いだったら- "Si tout était faux" (Gérard Manset) - 4:10
9. 別の私- "L'autre moi" (Étienne Daho) - 3:16
10. 満月- "La pleine lune" (Françoise Hardy, Alain Lubrano) - 3:24
11. フランス語でサンプル- "Simple en français" (Marc Lavoine, A. Lanty) - 4:00
12. そんなもの- "C'est comme ça" (Zazie) - 4:19

## 参加ミュージシャン
- ジェーン・バーキン - ボーカル
- Franck Eulry - キーボード、プログラミング、指揮、アレンジ
- Matthieu Chedid - ギター
- André Margail - ギター
- Richard Mortier - ギター
- Laurent Faucheux - ドラムス
- Denis Benarrosch - パーカッション
- Sinclair - ボーカル(#7)
- Jérôme Cotta - コーラス(#1, #3, #7, #9, #11)
- Les Cherche Midi - コーラス(#3)